# Scaptomyza paravittata
Scaptomyza paravittata är en tvåvingeart som beskrevs av Wheeler 1952. Scaptomyza paravittata ingår i släktet Scaptomyza och familjen daggflugor.
Artens utbredningsområde är Kalifornien. Inga underarter finns listade i Catalogue of Life.